# Oggetti non stellari nella costellazione del Lupo
Principali oggetti non stellari presenti nella costellazione del Lupo.

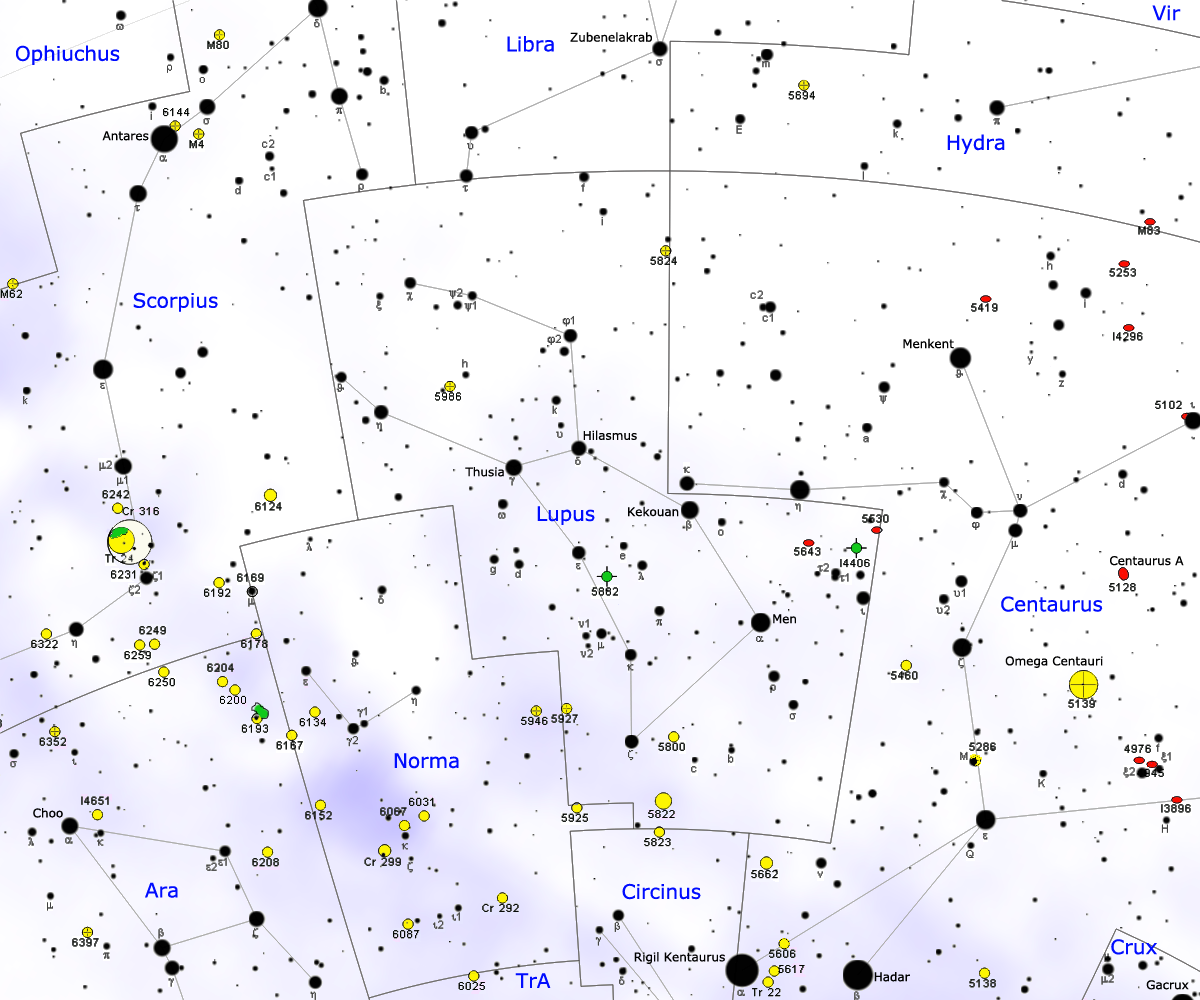
Mappa della costellazione del Lupo.

## Ammassi aperti
- NGC 5749
- NGC 5800
- NGC 5822

## Ammassi globulari
- NGC 5824
- NGC 5927
- NGC 5986

## Nebulose planetarie
- IC 4406
- NGC 5882

## Nebulose oscure
- Nube del Lupo

## Resti di supernove
- Resto della SN 1006

## Galassie
- NGC 5530
- NGC 5643

## Gruppi di galassie
- Gruppo di NGC 5643